# Silberplatten
Silberplatten är en bergstopp i Schweiz.   Den ligger i distriktet Wahlkreis Toggenburg och kantonen Sankt Gallen, i den östra delen av landet, 140 km öster om huvudstaden Bern. Toppen på Silberplatten är 2 158 meter över havet, eller 115 meter över den omgivande terrängen. Bredden vid basen är 1,5 km. Silberplatten ingår i Alpstein.
Terrängen runt Silberplatten är bergig åt sydost, men åt nordväst är den kuperad. Närmaste större samhälle är Grabs, 11,5 km sydost om Silberplatten. 
I omgivningarna runt Silberplatten växer i huvudsak blandskog. Runt Silberplatten är det ganska tätbefolkat, med 108 invånare per kvadratkilometer.